# Литовский отдельный корпус
Литовский отдельный корпус — корпус Русской армии, существовавший в 1817—1831 годах.
Корпус был расквартирован в губерниях Гродненской, Минской и Волынской и служил, за исключением гвардейских частей, как бы резервом для польской армии, расположенной в пределах Царства Польского.

### История
Литовский корпус был сформирован в соответствии с указом Александра I, от 1 июля 1817 года, первоначально состоял из двух пехотных дивизий — 27-й (полки: Брестский, Белостокский, Литовский и Виленский пехотные, 47-й и 48-й егерские) и 28-й, переименованной из 4-й (полки: Волынский, Минский, Подольский и Житомирский пехотные, 49-й и 50-й егерские). В течение того же года в состав корпуса были включены полки лейб-гвардии Литовский, лейб-гвардии Волынский, лейб-гвардии Подольский кирасирский и лейб-гвардии Уланский Цесаревича, Польский, 1-й и 2-й Литовские гренадерские и Литовский карабинерный.
В 1818 году 1-я уланская дивизия (полки: Польский, Татарский, Литовский и Волынский) была переименована в Литовскую и включена в состав корпуса.
19 апреля 1819 года была образована Литовская артиллерийская дивизия из 27-й и 28-й артиллерийских бригад, а 10 августа и 17 октября были сформированы для Литовского отдельного корпуса новые отдельные батареи: конная № 3  и батарейная пешая № 5. В 1821 году эти батареи, вместе с батареей № 1 и легкой № 2 гренадерскими образовали сводную гвардейскую и гренадерскую артиллерийскую бригаду Литовского корпуса.
20 мая 1820 года 27-я и 28-я пехотные дивизии были переименованы в 24-ю и 25-ю, а 10 сентября того же года для Литовского корпуса была сформирована еще особая обозная бригада. В 1824 года сформирован был для Литовского корпуса лейб-гвардии Гродненский гусарский полк Наконец, при корпусе был сформирован Литовский пионерный батальон.
25 марта 1825 года 1 и 2-й литовские гренадерские полки были переименованы в Самогитский и Луцкий, а Литовский карабинерный — в Несвижский.
Главнокомандующим корпусом был Цесаревич Константин Павлович, который руководил им только номинально.
Вся пехота корпуса имела серебряный прибор, желтые воротники, обшлага и выпушки (гвардия и гренадеры еще желтые лацканы) и черные краги. Уланская дивизия также отличалась серебряным прибором, а прикладное сукно на мундирах и шапках по полкам: малиновое, белое, желтое и голубое. Артиллерия имела черные лацканы (у офицеров бархатные).
Только гвардейские части Литовского корпуса состояли из русских, прочие же комплектовались из поляков, белорусов и литовцев.

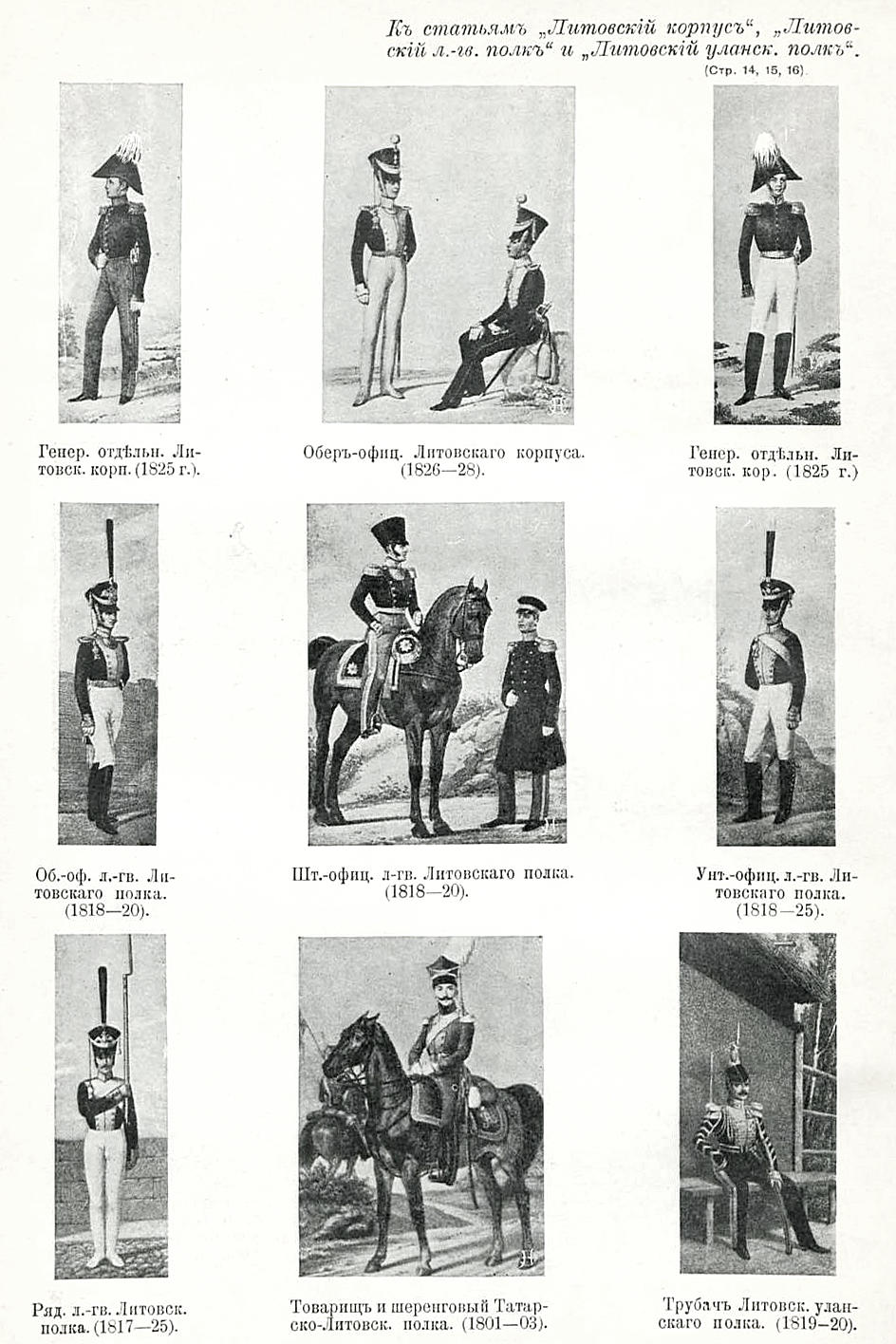
Иллюстрации к статье «Литовский отдельный корпус» и другим, Военная энциклопедия Сытина, Санкт-Петербург, 1911 — 1915 годы.

### Польское восстание и расформирование корпуса
1 декабря 1830 года Литовский отдельный корпус был переименован в VI пехотный корпус (6-й литовский корпус), в 1835 году переименован в V пехотный корпус. При этом лейб-гвардии Подольский кирасирский полк был присоединен к лейб-гвардии Кирасирскому; Польский гренадерский полк был тогда же расформирован; Луцкий гренадерский в 1833 годах был включён пополам в состав Ростовского и Перновского гренадерских полков; Несвижский карабинерный в 1831 году был упразднен, и батальоны его вошли в состав полков: 1-го карабинерного генерал-фельдмаршала князя Барклая-де-Толли и Самогитского гренадерского; Польский уланский полк был расформирован, а Татарский уланский полк был включен в состав Харьковского уланского полка. Сводная гвардейская и гренадерская артиллерийская бригада была переименована в 3-ю гвардейскую и гренадерскую.

### Главнокомандующий корпусом
- Цесаревич Константин Павлович

### Командиры корпуса
|  | Довре Фёдор Филиппович      | Генерал-лейтенант, генерал от инфантерии (c 1826 г.) | 1819 — февраль 1827 гг. |
|  | Ожаровский Адам Петрович    | Генерал от кавалерии                                 | февраль-октябрь 1827 г. |
|  | Розен Григорий Владимирович | Генерал от инфантерии                                | с 28 октября 1827 г.    |